# Chuang-Tzu
Zhuang Zhou (chinês: 莊周, pinyin: Zhuāng Zhōu, Wade–Giles: Chuang Tzu), também conhecido como Zhuangzi (chinês tradicional: 莊子, chinês simplificado: 庄子, pinyin: Zhuāngzǐ, lit. ‘Mestre Zhuang’)  ou ainda Chuang Tzu, foi um influente filósofo taoista (daoista) chinês do século IV a.C. Muitas vezes conhecido como Zhuangzi ("Mestre Zhuang"), viveu por volta do século IV a.C., durante o período dos Reinos Combatentes, um período correspondente ao cume da filosofia chinesa, o período das cem escolas de pensamento. A ele, é atribuída a escrita – parcial ou integral – de uma obra conhecida por seu nome, "Zhuangzi", que expressa uma filosofia de ceticismo. A sua filosofia foi muito influente no desenvolvimento do budismo zen, que evoluiu incorporando os seus ensinamentos. O seu nome Chuang Tzu aparece grafado também nas formas seguintes: Zhaung Zhou, Chuang Tsu, Chuang Tse, Zhuang Tzu, Zhuang Tze, Zhuang Tse, Zhuang Tsu, Chouang-Dsi, Chuang Chou, Tchuang-tsé, Tchuang-Tseu e Chuang-tzu.

## Vida
Zhuangzi viveu supostamente durante os reinados dos reis Hui de Liang e Xuan de Qi, no período entre 370 e 301 a.C. Ele era da cidade de Meng (蒙城, Méng Chéng), no estado de Song (atualmente Shāngqiū, 商邱, em Henan). O seu nome de batismo era Zhou (周, Zhōu). Era também conhecido como Meng Oficial, Meng Zhuang e Meng, o Ancião (蒙吏, Méng Lì; 蒙莊, Méng Zhuāng e 蒙叟, Méng sǒu, respectivamente). O único registro sobre a vida de Zhuangzi é um breve resumo no capítulo 63 de Registros do Historiador, de Sima Qian. A maior parte destas informações parece ter sido retirada de anedotas do livro Zhuangzi. No livro de Sima, Zhuangzi é descrito como um oficial menor da cidade de Meng (na atual Anhui), no estado de Song, vivendo no tempo do rei Hui de Liang e do rei Xuan de Qi (final do século IV a.C.). Sima Qian escreveː

Chuang-tze se manteve informado sobre toda a literatura de seu tempo, mas preferiu as ideias de Laozi; e se inseriu entre os seus seguidores. Portanto, dentre a miríade de personagens de seus livros, a maior parte são ilustrações metafóricas da doutrina de Laozi. Ele escreveu "O velho pescador", "O ladrão Chih" e "As sacolas cortadas abertas" para satirizar os discípulos de Confúcio e descrever os sentimentos de Laozi. Nomes e personagens como "Wei-lei Hsu" e "Khang-sang Tze" são fictícios, e as peças nas quais eles aparecem não devem ser entendidas como narrativas de eventos reais.
Mas Chuang era um escritor admirável e habilidoso e suas obras descreveram fielmente moístas e literatos. Os maiores acadêmicos de seu tempo não podiam escapar a sua sátira nem reagir a ela, enquanto o próprio Chuang se divertia com seu estilo ousado; e, portanto, nem mesmo os maiores homens do seu tempo, como reis e príncipes, conseguiam se aproveitar de Chuang para seus propósitos.
O rei Wei de Chu, ouvindo sobre a habilidade de Chuang Chau, enviou mensageiros com muitos presentes para trazê-lo a sua corte, também prometendo torná-lo primeiro-ministro. Chuang-tze, contudo, apenas riu e disseː "mil onças de prata são um grande ganho para mimː e ser um alto nobre e ministro é uma grande honra. Mas você não viu o animal do sacrifício? Ele é alimentado cuidadosamente por anos, e vestido com rico bordado de modo a poder entrar no Grande Templo. Quando chega o momento, ele preferiria ser um simples porquinho, mas isso não é possível. Vá embora depressa, e não me perturbe com sua presença. Me divertiria mais estando numa vala imunda do que estando sujeito a regras e restrições de uma corte de um soberano. Me determinei a nunca assumir um emprego, mas preferir a alegria de uma vida livre".
A existência de Chuang-Tzu, no entanto, já foi questionada por vários pesquisadores, como Russel Kirkland, que escreveuː

De acordo com modernas interpretações da tradição chinesa, o texto conhecido como Chuang-Tzu foi produzido por um pensador "taoista" da China antiga chamado Chuang Chou/Zhuang Zhou. Na realidade, não ocorreu nada disso. O Chuang-Tzu que conhecemos hoje foi produzido por um pensador do século III chamado Kuo Hsiang. Embora Kou fosse conhecido apenas como um "comentador", na realidade ele era muito mais que isso; ele organizou os textos e compilou a atual edição de 33 capítulos. Quanto à identidade da pessoa originalmente chamada Chuang Chou/Zhuangzi, não existe qualquer informação histórica confiável.
Por outro lado, a biografia de Chuang-tsé escrita por Sima Qian é anterior a Guo Xiang (Kuo Hsiang) em vários séculos. E maisː o Yuwenzhi (Monografia sobre literatura) do Han Shu lista o texto Zhuangzi, mostrando que um texto com esse título já existia não muito depois do início do século I, de novo antecedendo Guo Xiang em vários séculos.

## Filosofia de Zhuangzi

### Trechos do seu livro
Existe um clássico livro antigo com o seu nome: acredita-se que, pelo menos, os primeiros sete capítulos desse livro (os chamados "capítulos interiores") foram realmente escritos por ele ou por seus discípulos imediatos. Quanto aos demais capítulos do livro, os chamados "capítulos exteriores" ou "capítulos heterogêneos", acredita-se que foram adicionados posteriormente por mãos desconhecidas.

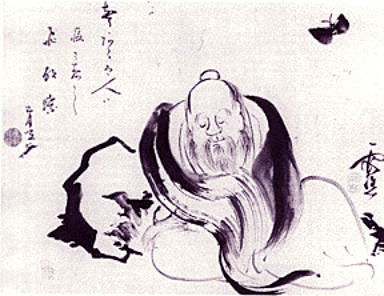
O sábio se questiona ao despertar: [http://g1.globo.com/platb/paulocoelho/2012/06/09/chuang-tzu-e-a-borboleta-2/ Zhuangzi sonha ser borboleta ou a borboleta sonha ser Zhuangzi?

#### Cap. III,2 - O Segredo do Crescimento
O magarefe do príncipe Wen Hui estava a trinchar um boi. Os movimentos da mão, os jeitos de ombro, os movimento dos pés, o atirar do joelho, o som da carne a apartar-se e ser cortada e o zumbido da faca, todos estavam num ritmo perfeito, como se fosse uma dança ou uma sinfonia. 
- É maravilhoso ver como conseguiste dominar a tua técnica! - comentou o príncipe.
O cozinheiro pousou a sua faca e disse: 
- Procuro agir de acordo com o tao, a ordem natural das coisas. É algo que está para além da mera técnica. Quando comecei a talhar, via, à minha frente, o boi todo. Mas, depois de 3 anos de prática, já não os via como um todo. Via as distinções. E, agora, os meus sentidos param de funcionar e é o espírito que me guia livremente. Sem um plano, seguindo o instinto, sigo as fibras naturais, deixando a faca encontrar o seu caminho entre as muitas aberturas escondidas, tirando proveito do que lá está, sem tocar nunca num ligamento ou tendão e muito menos numa articulação importante. 
Um bom cozinheiro muda de faca uma vez por ano, porque sabe trinchar, enquanto um cozinheiro medíocre tem que mudar de faca cada mês, porque só sabe cortar. Pois eu já tenho esta minha faca há 19 anos e trinchei milhares de bois com ela. E, no entanto, a lâmina está tão fresca como quando saiu da pedra de afiar. Há espaços entre as articulações. E a lâmina da faca, que quase não tem espessura, tem mais que espaço para passar através desses espaços. E é por isso que, passados 19 anos, a minha lâmina está tão afiada como sempre.
É verdade que há articulações mais difíceis. Quando as sinto aproximar, avalio bem a articulação que surgiu e olho-a com cuidado, mantendo sempre os olhos no que faço e trabalhando devagar. E então, com um movimento muito suave da faca, trincho todo o boi em dois. E ele desmancha-se como um torrão de terra ao cair no chão. Aí, retiro a faca e fico parado, com a sensação de ter conseguido algo de muito importante. Depois, limpo a lâmina e pouso a faca.
- É isso!, disse o príncipe. O meu cozinheiro mostrou-me como devo viver a minha vida! 
 Comentário:
 
Há um modo natural de fazer as coisas, há soluções naturais para os problemas. Se agirmos de acordo com a natureza das coisas - o tao -, conseguimos fazer tudo melhor e sem que isso nos crie nenhum problema. Continuaremos sempre frescos e afiados como a lâmina da faca do cozinheiro do príncipe Wen Hui.

Perante qualquer problema, devemos aceitar que as coisas sejam como são, sem desejar que a situação fosse outra, diferente do que na realidade é. Porque isso só iria criar resistência e tensão. Devemos prestar atenção à ordem natural das coisas e trabalhar com ela, em vez de contra ela. E veremos que o trabalho prossegue mais rápida e facilmente se pararmos de tentar, se pararmos de pôr demasiado esforço extra, se pararmos de procurar resultados rápidos. Há que simplesmente dar uma ajuda para que as soluções naturais ocorram.

#### Cap. III,3
O faisão-dos-pântanos tem de dar dez passos para conseguir encher o bico com comida e cem passos para encher o bico de água. Mas prefere isso a viver num galinheiro. Porque, embora pudesse ter tudo o que desejava à sua frente, nunca seria feliz. Nos pântanos, o seu espírito é saudável e isso faz com que ele esqueça os males do corpo. 

#### Cap. I,1 - O Caminhar Feliz
Cada pessoa é o que devia ser e pode viver com igual felicidade enquanto viver ajustada à sua própria natureza. Não há pessoas que sejam superiores e outras inferiores quanto a isso.
Há pessoas cuja natureza os torna aptos a assumir cargos de chefia, outras cuja natureza as faz serem bons negociantes, bons artesãos ou bons funcionários. Há quem tenha vocação para dedicar a sua vida a ajudar os outros e quem tenha jeito para pensar ou para investigar tudo. 
Desde que respeitem a sua natureza, todas as pessoas podem fazer o que têm a fazer, com igual felicidade e sucesso no que fizerem. 
Mas existe um limite próprio para cada uma a partir do qual tudo mais que possa ser desejado apenas levará a lamentações. Quem quer mais do que lhe é dado, sofre inutilmente sem que ninguém o esteja a castigar. Quando nos prendemos demasiado às coisas, sentimos perdas e ganhos; e a alegria e o sofrimento são o resultado de perdas e ganhos. Só quem larga essas amarras pode se sentir verdadeiramente feliz. A única liberdade a que os homens podem aspirar tem que estar inserida dentro dos limites naturais da sua condição humana e da sua natureza. Só devemos tentar fazer o que podemos realmente fazer. A nossa liberdade de ação tem limites.  
Quem não gosta do que tem, porque pensa que podia ter melhor, é desagradecido e é estúpido. Abdica da única liberdade que um Homem pode ter para optar em vez disso pela ansiedade constante de tentar ter o que nunca vai ter. Quem não gosta do que é, acabará por passar a sua vida frustrado, tentando ser o que nunca vai ser.  
Aqueles que aceitam o curso natural das coisas ficam sempre tranquilos, quer nas ocasiões alegres quer nas tristes. Quem apenas gosta da felicidade, sofrerá com a tristeza. Quem aceita com tranquilidade a inevitabilidade da morte, sabe tirar melhor proveito da vida. De que serve não a aceitar? Querer ter o que se não pode ter é ficar preso para sempre. Quem apenas gosta da vida, sofrerá com a morte. Quem apenas gosta do poder, sofrerá com a sua perda.  
--- 
Hui Tse disse a Chuang Tse: "O rei de Wei mandou-me algumas sementes de cabaça. Plantei-as e elas deram um fruto de tal tamanho que podia conter cinco alqueires. Usei-a para levar água, mas ela não era suficientemente sólida para aguentar tanto peso. Cortei a cabaça em duas partes para fazer conchas mas estas ficaram com profundidade a menos para levarem qualquer coisa de útil. Era uma coisa realmente enorme mas, como era inútil, parti-a aos bocados".
Chuang Tse respondeu: "Porque não pensaste em usá-la para poderes com ela flutuar em rios e lagos? Em vez disso, ficaste-te por te queixar que ela era inútil para levar alguma coisa dentro dela. Acho que a tua mente é bastante confusa".
---
Hui Tse disse a Chuang Tse: "Tenho uma árvore grande, a que chamam um ailanto. O seu tronco é tão irregular e tem tantos nós que nem um carpinteiro o consegue medir com uma linha. Os seus ramos são tão retorcidos que o esquadro e o compasso não podem ser usados nele. Está à beira da estrada, mas nenhum carpinteiro olha para ela".
Chuang Tse disse: "Pois se tens uma árvore grande e ficas ansioso por pensares que ela é inútil, porque não a plantas num terreno espaçoso, selvagem e árido? Poderás para sempre passear à sua volta e dormir em paz debaixo dela. Porque nunca nenhum machado lhe encurtará a vida. Como não tem nenhuma utilidade para os outros, nunca correrá o perigo de que lhe façam mal".
---
Cada pessoa, ou cada coisa, tem a sua virtude. A sua utilidade ou inutilidade depende do uso que se lhe dá. E a inutilidade pode trazer muitas vantagens!

#### Cap. IX,4 - A Necessidade de Ganhar
Quando um arqueiro faz tiro ao alvo, 

 sem nenhum objectivo, 
emprega toda a sua perícia.
Mas se o objectivo 
é ganhar um prémio qualquer,
nem que seja uma taça sem valor,
fica nervoso.
E se o prémio é de ouro,
então fica meio cego 
ou vê dois alvos:
Fica fora de si!
A sua perícia não mudou,
Mas o prémio divide-o. 
Preocupa-se.
Pensa mais em ganhar do que em atirar.
E a necessidade de ganhar
impede-o de usar 

 toda a sua perícia.